# Caffrocrambus husserli
Caffrocrambus husserli là một loài bướm đêm trong họ Crambidae.